# كلاي بيري (لاعب كرة قاعدة)
كلاي بيري (بالإنجليزية: Clay Perry)‏ هو لاعب كرة قاعدة أمريكي، ولد في 18 ديسمبر 1881 في رايز ليك في الولايات المتحدة، وتوفي بنفس المكان في 13 يناير 1954.